# Barentsøya
Barentsøya è un'isola disabitata situata nell'arcipelago norvegese delle isole Svalbard, si trova tra le isole di Edgeøya e di Spitsbergen.
Il nome dell'isola è stato dato in onore dell'esploratore Willem Barents. Essendo un'isola artica, che copre un'area di 1288 km², è in gran parte ghiacciata. Il punto più alto di Barentsøya misura 397 metri sul mare. Nel nord, tra Barentsøya e Spitsbergen, c'è l'isola di Kükenthaløya, inoltre, le due isole sono separate dallo stretto di Heleysundet. Nel sud, invece, a separarla da Edgeøya c'è lo stretto di Freemansundet.